# Джандоменіко Место
Джандоменіко Место (італ. Giandomenico Mesto, нар. 25 травня 1982, Монополі) — італійський футболіст, півзахисник клубу «Панатінаїкос».
Насамперед відомий виступами за «Реджину» та «Дженоа», а також національну збірну Італії.

## Клубна кар'єра
Народився 25 травня 1982 року в місті Монополі. Вихованець футбольної школи клубу «Реджина».
Дорослу футбольну кар'єру розпочав 1998 року в основній команді того ж клубу, в якій провів два сезони, взявши участь лише у 1 матчі чемпіонату.
Не маючи змогри пробитися до основної команди з 2000 по 2002 рік грав на правах оренди у складі нижчолігових «Кремонезе» та «Фермани».
Своєю грою за останню команду знову привернув увагу представників тренерського штабу клубу «Реджина», до складу якого повернувся влітку 2002 року. Цього разу поступово став основним гравцем команди з Реджо-Калабрія, де і провів наступні п'ять сезонів своєї ігрової кар'єри.
Протягом сезону 2007–2008 років захищав кольори «Удінезе».
В липні 2008 року уклав контракт з «Дженоа», у складі якого провів наступні чотири роки своєї кар'єри гравця. Граючи у складі «Дженоа» також здебільшого виходив на поле в основному складі команди.
До складу клубу «Наполі» приєднався в серпні 2012 року, проте за три сезони встиг відіграти за неаполітанську команду лише 34 матчі в національному чемпіонаті. Хоча Место виграв з командою Кубок і Суперкубок Італії у 2014 році, в обох вирішальних матчах він залишався на лаві запасних. Влітку 2015 року покинув клуб після завершення контракту.
В кінці 2015 року став гравцем грецького «Панатінаїкоса», де відразу став основним гравцем.

## Виступи за збірні
1998 року дебютував у складі юнацької збірної Італії, взяв участь у 4 іграх на юнацькому рівні.
Протягом 2002–2004 років залучався до складу молодіжної збірної Італії, разом з якою був участь у молодіжному чемпіонаті Європи 2004 року і здобув золоті нагороди. Всього на молодіжному рівні зіграв у 15 офіційних матчах, забив 2 голи.
У складі олімпійської збірної був учасником літніх Олімпійських ігор 2004 року, на яких став бронзовим медалістом.
8 червня 2005 року дебютував в офіційних матчах у складі національної збірної Італії в товариському матчі проти збірної Сербії і Чорногорії. Три дні потому, він зіграв у матчі проти збірної Еквадору. Після того понад два роки не викликався до лав збірної і 17 жовтня 2007 провів свій останній матч за Італію проти збірної ПАРу. Після того до складу збірної більше не викликався.

## Статистика виступів
Статистика станом на 17 листопада 2012 року.

### Статистика клубних виступів
| Сезон               | Команда             | Чемпіонат           | Чемпіонат | Чемпіонат | Національний кубок | Національний кубок | Національний кубок | Єврокубки | Єврокубки | Єврокубки | Інші змагання | Інші змагання | Інші змагання | Усього | Усього |
| Сезон               | Команда             | Ліга                | Ігор      | Голів     | Ліга               | Ігор               | Голів              | Ліга      | Ігор      | Голів     | Ліга          | Ігор          | Голів         | Ігор   | Голів  |
| ------------------- | ------------------- | ------------------- | --------- | --------- | ------------------ | ------------------ | ------------------ | --------- | --------- | --------- | ------------- | ------------- | ------------- | ------ | ------ |
| 1998-99             | «Реджина»           | B                   | 1         | 0         | КІ                 | 0                  | 0                  | —         | —         | —         | —             | —             | —             | 1      | 0      |
| 1999-00             | «Реджина»           | A                   | 0         | 0         | КІ                 | 0                  | 0                  | —         | —         | —         | —             | —             | —             | 0      | 0      |
| 2000-01             | «Кремонезе»         | C2                  | 19        | 0         | КІ-C               | 0                  | 0                  | —         | —         | —         | —             | —             | —             | 19     | 0      |
| 2001-02             | «Фермана»           | C1                  | 31        | 6         | КІ-C               | 0                  | 0                  | —         | —         | —         | —             | —             | —             | 31     | 6      |
| 2002-03             | «Реджина»           | A                   | 10        | 0         | КІ                 | 4                  | 0                  | —         | —         | —         | —             | —             | —             | 14     | 0      |
| 2003-04             | «Реджина»           | A                   | 24        | 0         | КІ                 | 4                  | 0                  | —         | —         | —         | —             | —             | —             | 28     | 0      |
| 2004-05             | «Реджина»           | A                   | 35        | 1         | КІ                 | 1                  | 0                  | —         | —         | —         | —             | —             | —             | 36     | 1      |
| 2005-06             | «Реджина»           | A                   | 35        | 0         | КІ                 | 1                  | 0                  | —         | —         | —         | —             | —             | —             | 36     | 0      |
| 2006-07             | «Реджина»           | A                   | 33        | 0         | КІ                 | 4                  | 0                  | —         | —         | —         | —             | —             | —             | 37     | 0      |
| Усього за «Реджину» | Усього за «Реджину» | Усього за «Реджину» | 138       | 1         |                    | 14                 | 0                  |           |           |           |               |               |               | 152    | 1      |
| 2007-08             | «Удінезе»           | A                   | 28        | 2         | КІ                 | 1                  | 0                  | —         | —         | —         | —             | —             | —             | 29     | 2      |
| 2008-09             | «Дженоа»            | A                   | 28        | 0         | КІ                 | 3                  | 0                  | —         | —         | —         | —             | —             | —             | 31     | 0      |
| 2009-10             | «Дженоа»            | A                   | 36        | 5         | КІ                 | 0                  | 0                  | ЛЄ        | 6         | 0         | —             | —             | —             | 42     | 5      |
| 2010-11             | «Дженоа»            | A                   | 36        | 2         | КІ                 | 2                  | 0                  | —         | —         | —         | —             | —             | —             | 38     | 2      |
| 2011-12             | «Дженоа»            | A                   | 31        | 1         | КІ                 | 2                  | 0                  | —         | —         | —         | —             | —             | —             | 33     | 1      |
| 2012-13             | «Дженоа»            | A                   | 1         | 0         | КІ                 | 1                  | 0                  |           |           |           |               |               |               | 2      | 0      |
| Усього за «Дженоа»  | Усього за «Дженоа»  | Усього за «Дженоа»  | 132       | 8         |                    | 8                  | 0                  |           | 6         | 0         |               |               |               | 146    | 8      |
| 2012-13             | «Наполі»            | A                   | 2         | 0         | КІ                 | 0                  | 0                  | ЛЄ        | 3         | 0         | СІ            | —             | —             | 5      | 0      |
| 2013-14             | «Наполі»            | A                   | 11        | 0         | КІ                 | 0                  | 0                  | ЛЧ        | 3         | 0         | -             | -             | -             | 14     | 0      |
| 2014-15             | «Наполі»            | A                   | 7         | 0         | КІ                 | 2                  | 0                  | ЛЧ+ЛЄ     | 0+6       | 0         | СІ            | 0             | 0             | 15     | 0      |
| Всього за «Наполі»  | Всього за «Наполі»  | Всього за «Наполі»  | 34        | 1         |                    | 3                  | 0                  |           | 15        | 0         |               | -             | -             | 52     | 1      |
| 2015-16             | «Панатінаїкос»      | СЛ                  | 12+2      | 0         | КГ                 | 2                  | 0                  | -         | -         | -         | -             | -             | -             | 16     | 0      |
| 2016-17             | «Панатінаїкос»      | СЛ                  | 6         | 0         | КГ                 | 0                  | 0                  | ЛЄ        | 10        | 0         | -             | -             | -             | 16     | 0      |
| Усього              | Усього              | Усього              | 400+2     | 18        |                    | 28                 | 1                  |           | 31        | 0         |               | -             | -             | 461    | 19     |

### Статистика виступів за збірну
| Дата       | Місто    | Господарі | Результат | Гості                | Турнір           | Голи | Примітки |
| ---------- | -------- | --------- | --------- | -------------------- | ---------------- | ---- | -------- |
| 08/06/2005 | Торонто  | Італія    | 1 – 1     | Сербія та Чорногорія | товариський матч | -    | 35'      |
| 11/06/2005 | Нью-Йорк | Італія    | 1 – 1     | Еквадор              | товариський матч | -    | 55'      |
| 17/10/2007 | Сієна    | Італія    | 2 – 0     | ПАР                  | товариський матч | -    | 82'      |
| Усього     |          | Матчів    | 3         |                      | Голів            | 0    |          |

## Досягнення
- Чемпіон Європи серед молоді (1):

Італія U-21: 2004
- Бронзовий призер Олімпійських ігор (1):

Італія U-23: 2004
- Володар Кубка Італії (1):

«Наполі»: 2014
- Володар Суперкубка Італії (1):

«Наполі»: 2014